# Генчлик (парк)
Генчли́к (тур. Gençlik Parkı — молодёжный парк) — исторический парк, расположенный в районе Улус, Алтындаг, в самом центре Анкары. 

## История
До создания парка на местности находились болота и футбольное поле, которое называлось «Полумесяц-Звезда» (тур. Ay-Yıldız) по цвету турецкого флага. Планировалось, что с помощью преобразования территории удастся избавиться от болот и ручьёв, которые были в тех местах. Проектированием парка руководил Герман Янсен. Открытие парка состоялось 19 мая 1943 года в День памяти Ататюрка, молодёжи и спорта.
В 1933 году был построен выставочный дом, который в 1946 году преобразовали в один из крупнейших театральных залов в Анкаре. В 1951 году был открыт парк развлечений.
В 2009 году прошла модернизация парка.
В парке работает первый в Турции научный центр, который был отремонтирован в 2007—2009 годах при содействии муниципалитета Анкары и Совета по научным и технологическим исследованиям Турции.

## Транспорт
Станция метро Улус имеет выход прямо к парку.

## Галерея
- 1950-е
- 1950-е
- В 2006 году